# Olbonoma triptycha
Espèce
Olbonoma triptycha est une espèce d'insectes lépidoptères (papillons) appartenant à la famille des Oecophoridae.
On le trouve en Australie.

## Galerie

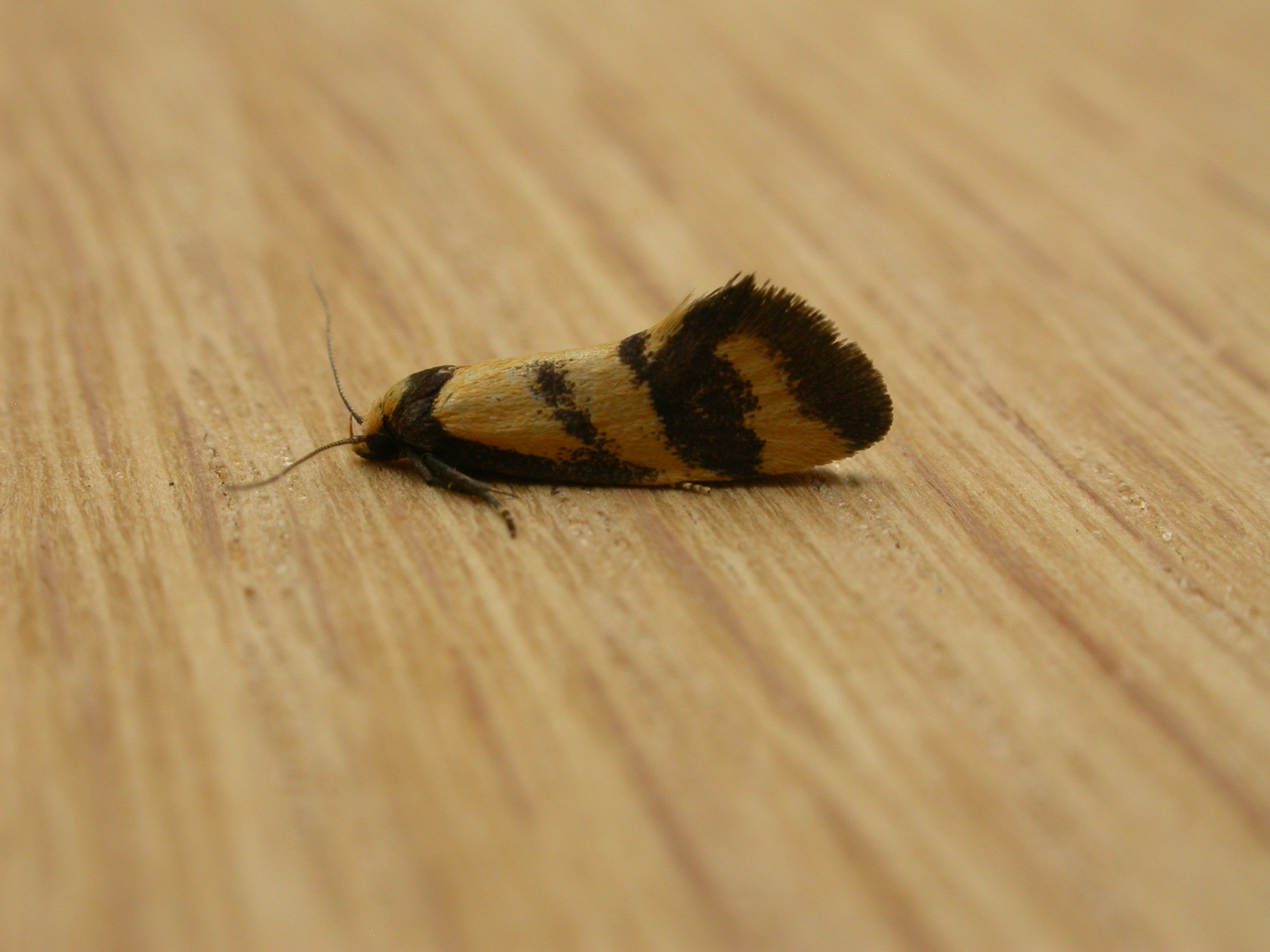